# La promessa del duca
La promessa del duca (Mr. Cavendish, I Presume) è un romanzo della scrittrice americana Julia Quinn pubblicato nel 2008. Il romanzo appartiene alla saga nota come The Two Dukes of Wyndham.

## Trama
Thomas Cavendish è cresciuto sapendo di essere il duca di Wyndham, promesso sin da bambino ad Amelia Willoughby, l’erede di una famiglia nobile decaduta. La sua vita, ordinata e pianificata, viene sconvolta dall’arrivo di Jack Audley, un uomo che potrebbe essere il vero erede del titolo. Mentre il mondo di Thomas crolla e le sue certezze vengono messe in discussione, anche il suo legame con Amelia cambia profondamente. Il romanzo esplora il concetto di identità, dovere e amore attraverso una prospettiva parallela a quella de *Il duca di Wyndham*, offrendo una narrazione complementare ma distinta.

## Edizioni
- Julia Quinn, La promessa del duca, Mondadori, 2024.